# Коларж, Даниэл
Да́ниэл Ко́ларж (чеш. Daniel Kolář; 27 октября 1985, Прага, Чехословакия) — чешский футболист, полузащитник. Выступал за сборную Чехии.

## Карьера

### Клубная
Воспитанник пражской «Спарты». За «Спарту» выступал до 2008 года с перерывами в 2004—2005 и 2005—2006, когда играл на правах аренды за «Словацко» и «Хмел». В составе «Спарты» Коларж становился чемпионом и вице-чемпионом Чехии, а также обладателем кубка страны (дважды). По окончании сезона 2007/08 Даниэл Коларж стал игроком клуба «Виктория» (Пльзень). В сезоне 2009/10 Даниэл Коларж в третий раз в своей карьере выиграл Кубок Чехии. В следующем сезоне полузащитник в составе «Виктории» стал чемпионом Чехии.

### В сборной
Даниэл Коларж в 2004 году привлекался в юношескую сборную Чехии для игроков не старше 19 лет. В составе этой команды полузащитник провёл 1 товарищеский матч (6 мая 2004 года с командой Финляндии).
1 марта 2006 года в товарищеском матче с Турцией Коларж впервые сыграл за сборную Чехии до 21 года. Всего в составе этой команды полузащитник провёл 10 матчей, в том числе 5 — в рамках отборочного турнира к чемпионату Европы 2007 и 1 — на чемпионате Европы 2007. За время выступления в молодёжной сборной Коларж забил 2 гола (по одному в ворота Кипра и Боснии и Герцеговины в матчах отборочного турнира к ЧЕ-2007).
За первую сборную Коларж дебютировал 5 июня 2009 года в товарищеском матче с сборной Мальты. Следующий матч за национальную команду полузащитник сыграл лишь через 2 года — 4 июня 2011 года против Перу. 6 сентября 2011 года в товарищеском матче с Украиной Даниэл Коларж забил первый гол за сборную Чехии. В той же игре полузащитник отдал голевую передачу на Яна Резека, поспособствовав победе чехов со счётом 4:0.
В рамках отборочного турнира к чемпионату Европы—2012 Даниэл Коларж сыграл 2 матча в рамках группового турнира и оба стыковых матча против сборной Черногории. Летом 2012 года полузащитник «Виктории» был включён в заявку сборной для участия в чемпионате Европы.

## Достижения
«Спарта Прага»
- Чемпион Чехии: 2006/07
- Обладатель Кубка Чехии (3): 2005/06, 2006/07, 2007/08

«Виктория Пльзень»
- Чемпион Чехии (5): 2010/11, 2012/13, 2014/15, 2015/16, 2017/18
- Обладатель Кубка Чехии: 2009/10
- Обладатель Суперкубка Чехии (2): 2011, 2015

## Статистика
| Матчи Коларжа за сборную Чехии | Матчи Коларжа за сборную Чехии | Матчи Коларжа за сборную Чехии | Матчи Коларжа за сборную Чехии | Матчи Коларжа за сборную Чехии | Матчи Коларжа за сборную Чехии | Матчи Коларжа за сборную Чехии |
| №                              | Дата                           | Оппонент                       | Счёт                           | Голы                           | Соревнование                   |                                |
| ------------------------------ | ------------------------------ | ------------------------------ | ------------------------------ | ------------------------------ | ------------------------------ | ------------------------------ |
| 1                              | 5 июня 2009                    | Мальта                         | 1:0                            | -                              | Товарищеский матч              |                                |
| 2                              | 4 июня 2011                    | Перу                           | 0:0                            | -                              | Товарищеский матч              |                                |
| 3                              | 7 июня 2011                    | Япония                         | 0:0                            | -                              | Товарищеский матч              |                                |
| 4                              | 6 сентября 2011                | Украина                        | 4:0                            | 1                              | Товарищеский матч              |                                |
| 5                              | 7 октября 2011                 | Испания                        | 0:2                            | -                              | Отборочный матч ЧЕ-2012        |                                |
| 6                              | 11 октября 2011                | Литва                          | 4:1                            | -                              | Отборочный матч ЧЕ-2012        |                                |
| 7                              | 11 ноября 2011                 | Черногория                     | 2:0                            | -                              | Отборочный матч ЧЕ-2012        |                                |
| 8                              | 15 ноября 2011                 | Черногория                     | 1:0                            | -                              | Отборочный матч ЧЕ-2012        |                                |
| 9                              | 29 февраля 2012                | Ирландия                       | 1:1                            | -                              | Товарищеский матч              |                                |
| 10                             | 26 мая 2012                    | Израиль                        | 2:1                            | -                              | Товарищеский матч              |                                |
| 11                             | 1 июня 2012                    | Венгрия                        | 1:2                            | -                              | Товарищеский матч              |                                |
| 12                             | 12 июня 2012                   | Греция                         | 2:1                            | -                              | ЧЕ-2012. Групповая стадия      |                                |
| 13                             | 16 июня 2012                   | Польша                         | 1:0                            | -                              | ЧЕ-2012. Групповая стадия      |                                |
| 14                             | 15 августа 2012                | Украина                        | 0:0                            | -                              | Товарищеский матч              |                                |
| 15                             | 26 марта 2013                  | Армения                        | 3:0                            | 1                              | Отборочный матч ЧМ-2014        |                                |
| 16                             | 7 июня 2013                    | Италия                         | 0:0                            | -                              | Отборочный матч ЧМ-2014        |                                |
| 17                             | 10 сентября 2013               | Италия                         | 1:2                            | -                              | Отборочный матч ЧМ-2014        |                                |
| 18                             | 5 марта 2014                   | Норвегия                       | 2:2                            | -                              | Товарищеский матч              |                                |
| 19                             | 3 июня 2014                    | Австрия                        | 1:2                            | -                              | Товарищеский матч              |                                |
| 20                             | 3 сентября 2014                | США                            | 0:1                            | -                              | Товарищеский матч              |                                |
| 21                             | 9 сентября 2014                | Нидерланды                     | 2:1                            | -                              | Отборочный матч ЧЕ-2016        |                                |
| 22                             | 13 октября 2014                | Казахстан                      | 4:2                            | -                              | Отборочный матч ЧЕ-2016        |                                |
| 23                             | 31 марта 2015                  | Словакия                       | 0:1                            | -                              | Товарищеский матч              |                                |
| 24                             | 6 сентября 2015                | Латвия                         | 2:1                            | -                              | Отборочный матч ЧЕ-2016        |                                |
| 25                             | 24 марта 2016                  | Шотландия                      | 0:1                            | -                              | Товарищеский матч              |                                |
| 26                             | 29 марта 2016                  | Швеция                         | 1:1                            | -                              | Товарищеский матч              |                                |
| 27                             | 27 мая 2016                    | Мальта                         | 6:0                            | -                              | Товарищеский матч              |                                |
| 28                             | 1 июня 2016                    | Россия                         | 2:1                            | -                              | Товарищеский матч              |                                |
| 29                             | 21 июня 2016                   | Турция                         | 0:2                            | -                              | ЧЕ-2016. Групповая стадия      |                                |